# Усенко Іван Васильович
Іван Васильович Усенко (12 лютого 1983, м. Горький, СРСР) — білоруський хокеїст, захисник. Виступає за «Динамо» (Мінськ) у КХЛ. Майстер спорту міжнародного класу. 
Вихованець хокейної школи «Торпедо» (Нижній Новгород). Виступав за «Торпедо» (Нижній Новгород), «Свіфт-Каррент Бронкос» (ЗХЛ), ТХК (Твер), «Олімпія» (Кірово-Чепецьк), ХК «Саров», ХК «Вітебськ», ХК «Гомель», «Юність» (Мінськ), ХК «Гомель».
У складі національної збірної Білорусі провів 17 матчів (1+1); учасник чемпіонату світу 2009 (7 матчів, 0+0).  
Брат: Олександр Усенко.
Досягнення
- Бронзовий призер чемпіонату Білорусі (2010)
- Володар Континентального кубка (2011).